# Campeonato Mundial de Ciclismo en Pista de 1920
El XXIII Campeonato Mundial de Ciclismo en Pista se celebró en Amberes (Bélgica) entre el 6 y el 8 de agosto de 1920 bajo la organización de la Unión Ciclista Internacional (UCI) y la Federación Belga de Ciclismo.
Las competiciones se realizaron en el Velódromo de Amberes Zuremborg. En total se disputaron tres pruebas, dos para ciclistas profesionales y una para ciclistas amateur.

## Medallistas

### Profesional
| Evento               | Oro                     | Plata                   | Bronce                     |
| -------------------- | ----------------------- | ----------------------- | -------------------------- |
| Velocidad individual | Robert Spears Australia | Ernst Kaufmann · Suiza  | William Bailey Reino Unido |
| Medio fondo          | Georges Sérès Francia   | Victor Linart · Bélgica | Paul Suter · Suiza         |

### Amateur
| Evento               | Oro                            | Plata                      | Bronce                  |
| -------------------- | ------------------------------ | -------------------------- | ----------------------- |
| Velocidad individual | Maurice Peeters · Países Bajos | Horace Johnson Reino Unido | Gerald Halpin Australia |

## Medallero
| Núm. | País         | Oro | Plata | Bronce | Total |
| ---- | ------------ | --- | ----- | ------ | ----- |
| 1    | Australia    | 1   | 0     | 1      | 2     |
| 2    | Francia      | 1   | 0     | 0      | 1     |
| 2    | Países Bajos | 1   | 0     | 0      | 1     |
| 4    | Reino Unido  | 0   | 1     | 1      | 2     |
| 4    | Suiza        | 0   | 1     | 1      | 2     |
| 6    | Bélgica      | 0   | 1     | 0      | 1     |
|      | TOTAL        | 3   | 3     | 3      | 9     |